# Hans-Jürgen Schaal (Jazzautor)
Hans-Jürgen Schaal (* 1958 in Stuttgart) ist ein deutscher Jazz-Autor und Jazz-Journalist.

## Leben
Schaal studierte Germanistik, Soziologie und Theaterwissenschaft, was er 1986 in München mit dem Magister Artium abschloss. Von 1992 bis 2010 arbeitete er für das Platten-Label Enja in München und von 1999 bis 2011 als Lektor für Jazz thing. Weiterhin schrieb er u. a. in Jazz Podium, Jazzthetik, der Jazzzeitung und Fono Forum und verfasste Beiträge für verschiedene Hörfunksender. Schaal ist Autor bzw. Übersetzer mehrerer Jazzbücher, u. a. der Neuauflage des Standardwerks über Jazz von Arrigo Polillo, eines Lexikons von Jazz-Standards und einer Biographie über Stan Getz.

## Werke (Auswahl)
als Autor
- Humanität und Widerstand, Das Bild des Jazz in der Literatur. In: Annette Hauber (Hrsg.): Thats Jazz. Der Sound des 20. Jahrhunderts. 2001-Verlag, Frankfurt/M. 1988, S. 635–642 (Katalog der gleichnamigen Ausstellung, Darmstadt 29. Mai bis 28. August 1988).
- Stan Getz. Sein Leben, seine Musik, seine Schallplatten. Oreos Verlag, Waakirchen 1994, ISBN 3-923657-44-7.
- Jazz im New York der wilden Zwanziger. Gerstenberg Verlag, Hildesheim 2007, ISBN 978-3-8369-2581-5 (mit 1 CD; illustriert von Robert Nippoldt; auch auf Englisch)[1]

als Herausgeber und Mitautor
- Arrigo Polillo (Begr.): Jazz. Die neue Enzyklopädie. Schott, Mainz 2007, ISBN 978-3-254-08368-5.
- Jazz Standards. Bärenreiter, Kassel 2001, ISBN 3-7618-1414-3 (wurde mit dem Deutschen Musikeditionspreis ausgezeichnet).
- Jazz. New York in the Roaring Twenties (Taschen, 2013), mit Robert Nippoldt